# 尼佩佩區
14°01′48″S 37°51′22″E / 14.030°S 37.856°E
尼佩佩區（葡萄牙語：Nipepe），是莫桑比克的行政區，位於該國西北部，由尼亞薩省負責管轄，首府設於尼佩佩，面積3,292平方公里，2007年人口30,009，人口密度每平方公里9人。